# Suezichthys bifurcatus
Suezichthys bifurcatus är en fiskart som beskrevs av Russell, 1986. Suezichthys bifurcatus ingår i släktet Suezichthys och familjen läppfiskar. IUCN kategoriserar arten globalt som otillräckligt studerad. Inga underarter finns listade i Catalogue of Life.